# 콘트라다
콘트라다(이탈리아어: Contrada)는 이탈리아 캄파니아주 아벨리노도의 코무네다.

## 같이 보기
- 콰르티에레
- 코무네#하위 행정 구역